# Myoxanthus colothrix
Myoxanthus colothrix är en orkidéart som först beskrevs av Carlyle August Luer, och fick sitt nu gällande namn av Carlyle August Luer. Myoxanthus colothrix ingår i släktet Myoxanthus och familjen orkidéer. Inga underarter finns listade i Catalogue of Life.